# 窄檐糙叶秋海棠
窄檐糙叶秋海棠（学名：Begonia tomentosa var. unialata）为秋海棠科秋海棠属俅全江秋海棠的变种。分布于中国大陆的云南等地，多生长于杂木林下，目前尚未由人工引种栽培。